# Machimus delusus
Machimus delusus là một loài ruồi trong họ Asilidae. Machimus delusus được Tucker miêu tả năm 1907.